# Lista de cruzeiros de Portugal
Esta é uma lista de cruzeiros edificados em Portugal:

## Distrito de Aveiro

### Águeda
- Cruzeiro de Aguada de Baixo, União das Freguesias de Barrô e Aguada de Baixo.[1]
- Cruzeiro de Aguieira, Valongo do Vouga.[2]
- Cruzeiro da Arrancada, Valongo do Vouga.[3]
- Cruzeiro da Trofa, Trofa.[4]
- Cruzeiro de Aguada de Cima, Aguada de Cima.[5]
- Cruzeiro de Brunhido, Valongo do Vouga.[6]
- Cruzeiro de Casal de Álvaro, Valongo do Vouga.[7]
- Cruzeiro de Macinhata do Vouga, Macinhata do Vouga.[8]
- Cruzeiro de Paredes, Águeda e Borralha.[9]
- Cruzeiro de Piedade.[10]
- Cruzeiro de Recardães, Valongo do Vouga.[11]
- Cruzeiro de Segadães, Trofa, Segadães e Lamas do Vouga.[12]
- Cruzeiro de Travassô, Valongo do Vouga.[13]
- Cruzeiro de Valongo do Vouga, Valongo do Vouga.[14]
- Cruzeiro de Óis da Ribeira, Travassô e Óis da Ribeira.[15]

### Aveiro
- Cruzeiro de Nossa Senhora da Glória, Glória e Vera Cruz.[16]

### Oliveira de Azeméis
- Cruzeiro de Pinheiro da Bemposta, Pinheiro da Bemposta.[17]
- Cruzeiro de Roge, Roge, Vale de Cambra.[18]

## Distrito de Braga

### Braga
Ver Lista de cruzeiros de Braga
- Cruzeiro de Tibães, Mire de Tibães.[19]
- Cruzeiro do Campo das Hortas,  Sé.[20]
- Cruzeiro de Santana, Sé.[21]

### Barcelos
- Cruzeiro Paroquial de Aborim, Aborim.[22]
- Cruzeiro de Santo Estêvão de Bastuço, Santo Estêvão de Bastuço.[23]

### Celorico de Basto
- Cruzeiro inserido no conjunto do Mosteiro de São Bento de Arnoia, Arnoia.[24]
- Cruzeiro inserido no conjunto da Casa da Igreja, ou Casa de São Romão do Corgo, Canedo de Basto e Corgo.[25]

### Esposende
- Cruzeiro de Antas, Antas.[26]

### Guimarães
- Cruzeiro de Nossa Senhora da Guia, Oliveira, São Paio e São Sebastião.[nota 1][27]
- Cruzeiro de São Salvador de Souto (Cruzeiro de Careta), São Salvador de Souto.[28]
- Cruzeiro inserido no conjunto da Capela do Espírito Santo de Sande São Lourenço e Balazar.[29]
- Cruzeiro fronteiro ao adro da Igreja de São Francisco, Oliveira, São Paio e São Sebastião.[30]

### Terras do Bouro
- Cruzeiro de São João do Campo, Campo do Gerês.[31][32]

### Vieira do Minho
- Cruzeiro de Parada de Bouro, anteriormente Pelourinho de Parada de Bouro, Parada de Bouro.[33]

### Vila Verde
- Cruzeiro de Cervães, Cervães.[34][35]

## Distrito de Bragança

### Bragança
- Cruzeiro do Outeiro, Outeiro.

### Miranda do Douro
- Cruzeiro de Malhadas, Malhadas.

### Torre de Moncorvo
- Cruzeiro inserido no conjunto da Igreja de Santo Apolinário, Urros e Peredo dos Castelhanos.

### Vila Flor
- Cruzeiros de Santa Comba da Vilariça, Santa Comba da Vilariça.

### Vimioso
- Cruzeiro de Caçarelhos, Caçarelhos e Angueira.

## Distrito de Castelo Branco

### Castelo Branco
- Cruzeiro de Castelo Branco ou Cruzeiro de São João, Castelo Branco.

### Idanha-a-Nova
- Cruzeiro da Torre, Monfortinho e Salvaterra do Extremo.[36]

## Distrito de Coimbra

### Cantanhede
- Cruzeiro de Póvoa da Lomba, União das Freguesias de Cantanhede e Pocariça.

### Coimbra
- Cruzeiro de São Marcos, São Silvestre.

### Figueira da Foz
- Cruzeiro de pedra, São Julião da Figueira da Foz.

### Oliveira do Hospital
- Cruzeiro do Calvário, São Gião.

## Distrito de Évora

### Estremoz
- Cruzeiro de São Francisco de Estremoz, Santo André.
- Cruzeiro da Misericórdia de Estremoz, Santo André, Estremoz.

### Évora
- Cruzeiro de São Manços, São Manços.

### Viana do Alentejo
- Cruzeiro inserido no conjunto da Igreja Matriz do Salvador de Alcáçovas, Alcáçovas.

### Vila Viçosa
- Cruzeiro de Vila Viçosa ou Cruzeiro do Carrascal, Conceição.

## Distrito de Faro

### Silves
- Cruz de Portugal, Silves.

## Distrito da Guarda

### Figueira de Castelo Rodrigo
- Cruz de Pedro Jacques, Mata de Lobos.
- Cruzeiro de Almofala, Cruzeiro de Roquilho ou Cruzeiro do Divino Manso, Almofala.

### Guarda
- Pelourinho da Guarda ou Cruzeiro da Guarda, Guarda.

### Sabugal
- Cruzeiro da Aldeia da Ponte, Aldeia da Ponte.
- Cruzeiro de Sacaparte ou Cruzeiro de Sacraparte, Alfaiates.

### Mêda
- Cruzeiro dos Cancelos de Baixo, Poço do Canto.

## Distrito de Leiria

### Peniche
- Cruzeiro de Atouguia da Baleia, lugar de Coimbrã, Atouguia da Baleia.[37][38]

## Distrito de Lisboa

### Alenquer
- Cruzeiro de Cruzeiro (Olhalvo), Olhalvo.

### Lourinhã
- Cruzeiro de São Bartolomeu dos Galegos, (Lourinhã), São Bartolomeu dos Galegos.
- Cruzeiro de Nadrupe, (Lourinhã), Nadrupe.

### Oeiras
- Cruzeiro de Algés, Algés.[39]

## Distrito do Porto

### Felgueiras
- Cruzeiro (Felgueiras), Pombeiro de Ribavizela, Felgueiras.[40]
- Cruzeiro do Bom Jesus de Barrosas, Idães, Felgueiras.[41]

### Marco de Canaveses
- Cruzeiro do Senhor da Boa Passagem, Marco[42]

### Matosinhos
- Cruzeiro de Leça do Bailio, Leça do Bailio, Matosinhos.[43]

### Paredes
- Cruzeiro de Cete, Cete.
- Cruzeiro Paroquial de Sobrosa.
- Cruzeiro de Guindo, Sobrosa.
- Cruzeiro de São Tiago da Serra, Sobrosa.
- Cruzeiro inserido no conjunto da Igreja de Vilela e Mosteiro de Vilela, Vilela.

### Penafiel
- Cruzeiro de Paço de Sousa, inserido no conjunto da Igreja do Salvador), Paço de Sousa.

### Porto
- Cruzeiro do Senhor do Padrão, Cedofeita, Santo Ildefonso, Sé, Miragaia, São Nicolau e Vitória.[44]
- Cruzeiro do Senhor da Ajuda, inserido no conjunto da Capela do Senhor e Senhora da Ajuda.

### Santo Tirso
- Cruzeiro processional inserido no conjunto do Mosteiro de Santo Tirso ou Mosteiro de São Bento, Santo Tirso.[45]

### Vila do Conde
- Cruzeiro de Azurara, Azurara.[46]

## Distrito de Santarém

### Benavente
- Cruzeiro do Largo do Calvário e Adro do Largo do Calvário.

### Cartaxo
- Cruzeiro do Cartaxo, União das Freguesias do Cartaxo e Vale da Pinta.[47]

## Distrito de Setúbal

### Montijo
- Cruzeiros inseridos no conjunto do Santuário de Nossa Senhora da Atalaia, Atalaia.[48]

### Setúbal
- Cruzeiro do Largo de Jesus, São Julião, Nossa Senhora da Anunciada e Santa Maria da Graça.[49]
- Cruz das Vendas, São Lourenço e São Simão.[50]

### Sesimbra
- Cruzeiro no Santuário de Nossa Senhora do Cabo Espichel, Cabo Espichel.

## Distrito de Viana do Castelo

### Arcos de Valdevez
- Cruzeiro da Igreja da Misericórdia.
- Cruzeiro do Senhor dos Milagres, São Paio.

### Caminha
- Cruzeiro de Venade, Venade.

### Melgaço
- Cruzeiro de São Julião, Vila.[51][52]
- Cruzeiro de São Gregório, Cristoval.
- Cruzeiro inserido no conjunto da Capela de Santo Cristo de Carvalho Lobo, Vila.

### Ponte da Barca
- Cruzeiro do Curro.

### Ponte de Lima
- Cruzeiro inserido no conjunto da Quinta de Baldrufa.
- Cruzeiro da Pedrosa, Correlhã, Ponte de Lima.[53]
- Cruzeiro de São Pedro de Arcos, Arcos.[54]
- Cruzeiro inserido no conjunto da Casa do Outeiro, Arcozelo.

### Viana do Castelo
- Cruzeiro da Areosa ou Cruzeiro do Senhor dos Esquecidos, Areosa.
- Cruzeiro de Santa Marta, Portuzelo, Viana do Castelo.[55]
- Cruzeiro inserido no conjunto da Quinta Boa Viagem, Areosa.
- Cruzeiro do adro do Convento de São Francisco do Monte, Santa Maria Maior.
- Cruzeiro inserido no conjunto do Convento de São Romão do Neiva, Castelo de Neiva.
- Cruzeiro Senhor da Saúde, Largo das Neves, Vila de Punhe, Viana do Castelo.
- Cruzeiro Paroquial de Alvarães, Alvarães, Viana do Castelo.
- Cruzeiro do Bispo, Lugar de Mámua, Mujães, Viana do Castelo.
- Cruzeiro de S. Sebastião, Largo S. Sebastião, Barroselas, Viana do Castelo.
- Cruzeiro Paroquial de Barroselas, Barroselas, Viana do Castelo.

## Distrito de Vila Real

### Alijó
- Cruzeiro inserido no conjunto da Capela de Nossa Senhora da Boa Morte, Pópulo.

### Boticas
- Cruzeiro de Covas do Barroso, Covas do Barroso.[56]

### Chaves
- Cruzeiro de Eiras, Eiras, São Julião de Montenegro e Cela.
- Cruzeiro de Castelões, Calvão e Soutelinho da Raia.

### Peso da Régua
- Cruzeiro inserido no conjunto da Igreja de São Vicente, matriz de Galafura, Galafura e Covelinhas.[57]

### Vila Real
- Cruzeiro do Senhor dos Aflitos, Borbela.

## Distrito de Viseu

### Lamego
- Cruzeiro do Bom Jesus dos Terramotos e Perseguidos, Lamego (Almacave).
- Cruzeiro do Senhor do Bom Despacho, Lamego (Sé).

### Mangualde
- Cruzes inseridas no conjunto da Igreja de São Julião, Mangualde, Mesquitela e Cunha Alta.[58]

### Penalva do Castelo
- Cruzeiro (Sezures) (Rua Principal), Sezures.